# Palapu
Palapu – gaun wikas samiti we wschodniej części Nepalu w strefie Sagarmatha w dystrykcie Okhaldhunga. Według nepalskiego spisu powszechnego z 2001 roku liczył on 769 gospodarstw domowych i 4743 mieszkańców (2457 kobiet i 2286 mężczyzn).